# Weto ludowe
Weto ludowe (veto ludowe, referendum abrogacyjne) – wyrażenie sprzeciwu wobec rozwiązań istniejących w obowiązującym systemie prawa. Procedura prawna jest podobna jak w przypadku inicjatywy ludowej.
W niektórych krajach istnieje instytucja weta ludowego. Stosowana jest przeciwko uchwalonemu aktowi prawnemu i oznacza, że określona prawnie liczba obywateli chce uchylenia tego prawa, czyli derogacji.
Po raz pierwszy weto ludowe wprowadzone zostało do systemu prawnego kantonu St. Gallen w roku 1831.
Występuje m.in. we Włoszech (wniosek 500 tys. wyborców), w Szwajcarii i w niektórych stanach USA.